# Mureaux 113
ANF Мureaux 113 — французский разведчик и двухместный истребитель. Одномоторный цельнометаллический моноплан-парасоль с неубирающимся шасси.

## История
В 1930 году на фирме Ателье де Конструксьон дю Нор э де Мюро под руководством главного инженера Андрэ Броне был спроектирован ближний разведчик Mureaux 110A2. Этот самолёт участвовал в конкурсе вместе с самолётами Бреге Br 330, Латекоэр Late 49, Либо 49, Веймар-репер WEL.10 и Ньюпорт-Деляж NiD 580 и выиграл конкурс. В связи с экономическим кризисом заказали лишь установочную серию из 10 самолётов.
Прототип под обозначением Mureaux 110 совершил свой первый полёт в 1931 году. Министерство авиации Франции, восхищенное моделью 110, заказало её серийное производство, но уже под наименованием Мureaux 113.
Этот самолёт создавался по заданию Министерства авиации Франции как двухместный многоцелевой самолёт для взаимодействия с армией. Предназначался для замены устаревшего Br 19 и должен был выполнять функции ближнего разведчика, корректировщика, самолёта связи и штурмовика.

## Серийное производство
Серийное производство велось на заводе ANF в Ле Мюро, впоследствии включенном в национализированный концерн SNCAN.
Было построено несколько модификаций самолёта В 1933 году — образец дальнего разведчика Мюро 113СК2. В 1935 году 40 самолётов Мюро 113 переделали в ночные бомбардировщики, отличавшиеся направленным вперед пулеметом и небольшими прожекторами под крыльями.
В 1934 году один из серийных самолётов был переоборудован для побития мирового рекорда по поднятию 500 кг груза. Первый полет рекордного самолёта состоялся в июне 1935 года. Самолёт поднялся на высоту 14 000 м.

## Боевое применение
В начале войны самолёты «Мюро» составляли основу французской ближнеразведовательной авиации. К концу сентября 1939 года применение самолётов Мureaux 113 ограничили действиями в непосредственной близости к линии фронта. Но все же к началу германского блицкрига 10 мая 1940 года французские авиаподразделения имели на вооружении около 120 таких самолётов. Этими самолётами были укомплектованы 18 разведывательных групп. К середине войны самолёт устарел и был снят с эксплуатации. После заключения перемирия с немцами в зоне, контролирующейся правительством Виши, находилось 53 самолёта «Мюро». В июле 1940 года их сняли с вооружения и утилизировали.

## Модификации
- 110 — два самолёта с двигателем Hispano-Suiza 12Nb, построенные для оценки конструкции.
  - 110A-2 — прототип с тем же мотором Hispano-Suiza 12Nb;
- 111 — ещё один самолёт с Hispano-Suiza 12Nb для конкурса.
- 112 R2 — 110-е с новым двигателем Hispano-Suiza 12Ybrs в качестве предсерийных.
  - 112 GR — один самолёт переделанный в спортивный для участия в гонках на Кубок Бибеску 1934 года
- 113 R2 — ранняя серийная модификация (Hispano-Suiza 12Ybrs) — 49 штук;
  - 113 CN — 40 самолётов типа 113, переделанных в ночные истребители;
  - 113 GR — гоночный, двигатель Hispano-Suiza 12Ybrs с нагнетателем, единственный экземпляр.
- 114 CN — прототип ночного истребителя, 1 шт.
- 115 R2B2 — разведчик-бомбардировщик с двигателем Hispano-Suiza 12Ycrs, 119 шт.
  - 115 R2 — 850-сильный (634 кВт) Hispano-Suiza 12Yers.
- 117 R2B2 — разведчик-бомбардировщик с улучшенной аэродинамикой, двигатель Hispano-Suiza 12Ybrs, 115 шт.
- 119 — самолёт тип 113, переделанный в рекордный, полезная нагрузка 500 кг, 1x Hispano-Suiza 12Ybrs.
- 200A.3 — прототип разведчика с Hispano-Suiza 12Ycrs.

## Лётные данные
- Размах крыла, м: 15.40
- Длина, м: 10.00
- Высота, м: 3.81
- Площадь крыла, м2: 34.90
- Масса, кг
  - пустого самолёта: 1680
  - максимальная взлетная: 2570

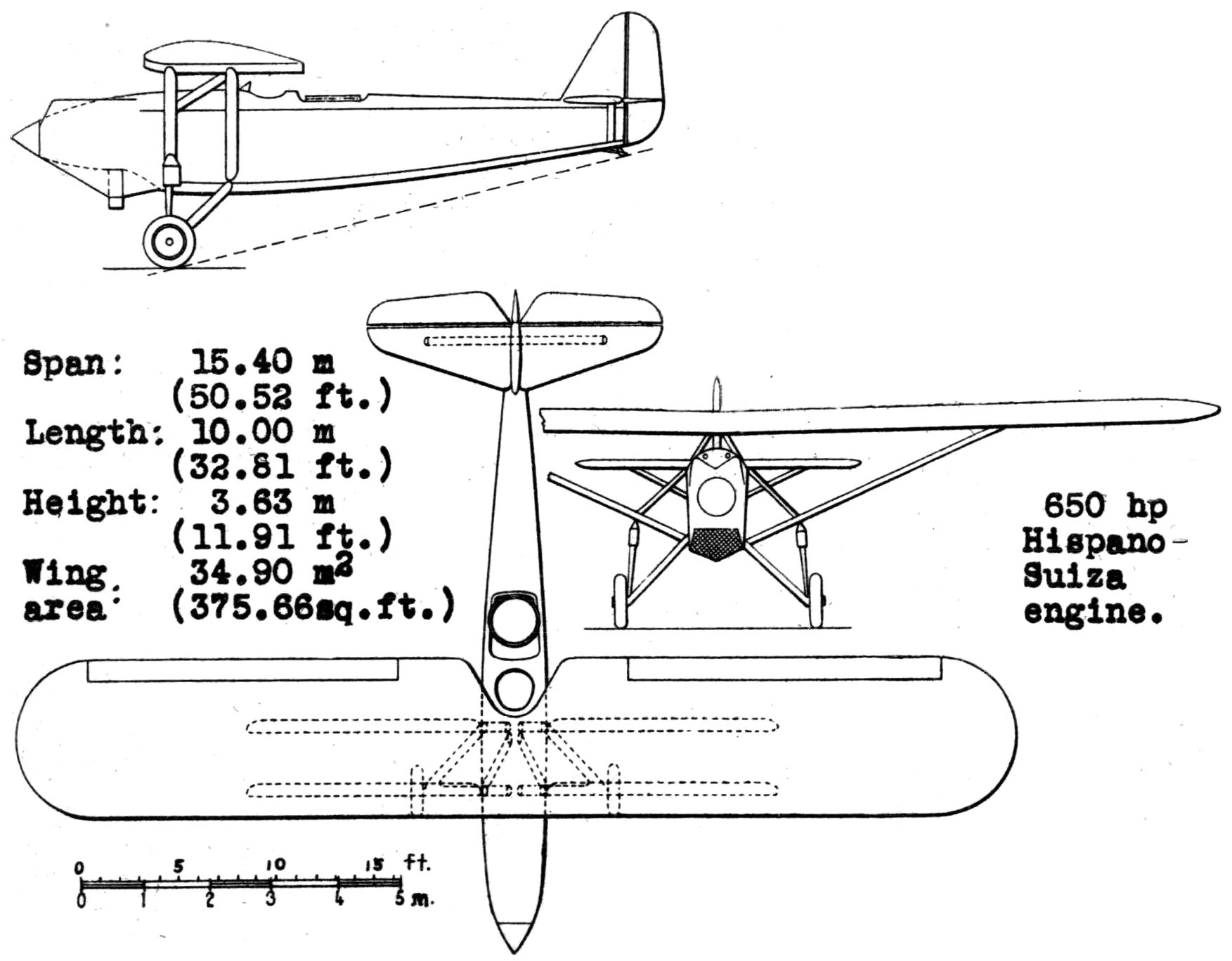
Mureaux 111 R.2 3-view drawing from NACA Aircraft Circular No.142

- Тип двигателя: Hispano-Suiza 12Ybrs
- Мощность, л. с.: 1 х 650
- Максимальная скорость, км/ч: 290
- Крейсерская скорость, км/ч: 256
- Практическая дальность, км: 920
- Практический потолок, м: 10400
- Экипаж, чел: 2
- Вооружение:
  - вариант R2 (ближний разведчик) — 3x7,5-мм пулемета MAC 1934,
  - вариант CN2 (ночной истребитель) — 4x7,5-мм пулемета

## Эксплуатанты
Франция
- Военно-воздушные силы Франции: по состоянию на август-сентябрь 1939 года
  - 13-я эскадрилья ночных истребителей (Mureaux 113; заменены на Potez 631,
  - 12-я бомбардировочная эскадрилья (2 Mureaux 115),
  - 54-я бомбардировочная эскадрилья (7 Mureaux 115),
  - groupes d’observation d’armée (GOA) 501—504, 506—507, 514—515, 517, 520, 548, 551—553 (в сентябре 1939 года переименованы в groupes aériens d’observation (GAO))